# U-Turn
U-Turn er Koxbox's fjerde album, udgivet den 21. september 2006 på Twisted Records.

## Trackliste
| #  | Titel                | Længde |
| -- | -------------------- | ------ |
| 1. | "Crazy"              | 6:56   |
| 2. | "Buffer Overdrive"   | 7:52   |
| 3. | "No More Ghosts"     | 8:24   |
| 4. | "Next Stop"          | 7:43   |
| 5. | "FM 17"              | 8:08   |
| 6. | "This Can't Be Real" | 7:22   |
| 7. | "Acid Drome"         | 7:27   |
| 8. | "Side Effects"       | 8:06   |
| 9. | "Voice Of"           | 8:49   |